# 天野翔太
天野 翔太（あまの しょうた、1985年4月6日 - ）は日本の俳優、声優。埼玉県出身。

## 人物
- 趣味は読書、登山、ギター、ジョギング。
- 特技は古典落語、バスケットボール、少林寺拳法。
- 好きな食べ物は甘いもの、カレー。
- 2011年4月に株式会社ムーブマンに所属。
- 2018年1月末を以って所属事務所を退所、フリーランスとして活動を開始。
- 2023年1月より、株式会社エフ・スピリット所属となる。

## 作品

### 映画
- ゴースト 〜天国からのささやき4 第12話（2011年、FOXチャンネル） - ローガン 役

### キャラクター
- トステム企業 VPキャラクター（2010年）
- オンラインゲーム「アパレルパレット2周年イベント」（2011年11月） - アキラ / エトワール 役
- アンドロイド配信ゲーム「山の手男子」（2012年11月） - 青山爽介 役

### ボイスドラマ
- ファニージャンク「白猫堂怪奇談」

### CD
- 「決定盤!みんなで歌おう!こどものうたベスト」（2016年9月）
- 「決定盤!続みんなで歌おう!こどものうたベスト」（2016年9月）

### 歌唱
- ハッピー!クラッピー内ハッピーソング「ハロハロ」
- ハッピー!クラッピー内ハッピーソング「Happy!STEP UP」
- ハッピー!クラッピー内ハッピーソング「コロッケンロール」
- ハッピー!クラッピー内ハッピーソング「ハピクラV☆できマスター」
- ハッピー!クラッピー内ハッピーソング「はぴはぴトレイン」 - コーラス
- ハッピー!クラッピー内ハッピーソング「ちょっピー!ハツピー!」 - コーラス
- ハッピー!クラッピー内ハッピーソング「ハロハロバイバイ」 - コーラス

## 出演

### 映像
- キッズステーション「まねっこアニマルダンス」オジャーマ役(2012)
- キッズステーション「ハピクラジャスティス」ワルジャーマ役(2014)
- キッズステーション「アニマルダンササイズ」オジャーマ役(2015)
- キッズステーション「ハピクラV☆できマスター」ワルジャーマ役(2012〜)
- キッズステーション子育てTV「ハピクラ」内「むかしばなし」コーナー (2016〜)
- TOKYOMX「ハピクラワールド」しょうたん役/オジャーマ役/ワルジャーマ役(2012〜2015)
- ネットTV「ムーブマンエンタープライズ＃28」
- WALLOP「ニセリアエンブレムサンド」(2014年11月〜2015年6月)ニセモノ☆現実主義 SHOTAとして

### 舞台
- 劇団大富豪第7回公演「流星」(2011年8月)
- 朗読劇「平家物語から」朗読(2011年11月)
- 新宿区地域協働助成事業「平家物語に親しむ会」朗読(2011年12月)
- アルノの会「声に出して楽しむ平家物語～二つの悲劇～」朗読(2011年12月)
- 劇団空間エンジンプロデュース公演「SAORI～想い出の六畳一間～」(2012年8月) 矢崎豊 役
- 「新宿区若松地域協働助成事業　平家物語に親しむ会Vol.2」(2013年12月)
- 神田時来組10月公演「湯浅桂樹の頭ん中」(2014年2月)
- O-keyプロデュース「絶望エクスチェンジ」 中野スタジオあくとれ（2015年9月11日～14日）[1]
- ブロードウェイミュージカル「フロッグとトード がま君とかえる君の春夏秋冬」KAAT神奈川芸術劇場(2015年12月22日～25日)他 カタツムリ役
- O-keyプロデュース「純情スペクタクル」劇場MOMO（2016年2月16日～21日） 一条司 役[2]
- O-keyプロデュース「色即是空サイキック」シアターブラッツ（2016年6月） 大即未来 役[3]
- エムキチビート第十三廻公演 『アイ ワズ ライト』紀伊国屋サザンシアター（2016年8月）ススタケ 役
- O-keyプロデュース「サヨナラLOVER〜再縁〜」シアターブラッツ(2016年12月15日〜20日)縁チーム 桐島 役[4]
- 龍平カンパニー音楽劇「君よ 生きて」大阪市中央公会堂(2017年2月3日) 天王洲銀河劇場(2017年2月22日〜26日)相原敏郎 役 (Wキャスト)
- 菊川はる×私オム「センスレス」せんがわ劇場(2017年7月4日〜9日)  梶 役
- O-keyプロデュース「逆鱗ディストラクション」シアターブラッツ(2017年8月2日〜6日)  一之瀬 役[5]
- team Genius bibi 7th ACT「フクロウガスム」池袋シアターグリーンBIGTREETHEATER(2017年9月20日〜24日)  アカアシ 役
- ミュージカル「DAICHI」シアターサンモール(2017年11月15日〜19日)  優太 役 (Wキャスト)
- illuminusプロデュース 「ハンドシェイカー」シブゲキCBGK‼(2018年1月24日～28日) タヅナの父 役
- アンミカ case.1 「unravel」新宿村LIVE(2018年5月2日〜6日) 片倉 役
- Illuminusプロデュース Musical Theatre 「Express」目黒パーシモンホール 大ホール(2018年7月5日〜6日) 鳥捕り 役
- O-Keyプロデュース「夢幻の如く 時が嘲笑う」 シアターブラッツ(2018年8月8日〜12日) 宇都宮 役[6]
- 劇団KIZNA工房「しあわせの王子」 新百合トゥエンティワンホール(2018年8月15日〜17日) 執事 役
- 三栄町LIVE＋黒薔薇少女地獄特別公演「緋色、凍レル刻ノ世界、永遠」中野ザ・ポケット(2019年1月30日〜2月3日) 江上臙 役
- わらび座ミュージカル「ジパング青春記」シアター1010(2019年6月7日〜8日) 他 全国ツアー(〜2020年12月)  準主演　ミゲル役[7]
- KOKOO「ドップラー」シアター風姿花伝（2021/04/20 ～ 2021/04/25）準主演・太郎役
- 山口ちはるプロデュース「東京と歩む」下北沢スターダスト（2021/06/15 ～ 2021/06/20）準主演・モンちゃん役
- 坊っちゃん劇場第16弾ミュージカル「ジョンマイラブ-ジョン万次郎と鉄の7年-」(2021年9月2日 〜 2022年8月)主演・ジョン万次郎 役(第1期)　福沢諭吉 役(第2期・第3期)[8]
- KURITA×KIMURA SHAKESPEARE Vol.0「リア王～スマホ VS リア王～」シアター風姿花伝（2022/11/23 ～ 2022/11/27）エドマンド役
- グランワルツミュージカル「チキ・チキ・バン・バン」中目黒キンケロシアター（2022年12月1日〜12月4日）チャイルドキャッチャー役
- ミュージカル座「ひめゆり」シアター1010（2023年6月1日〜6月4日）神谷先生役
- 劇団ミュ Op.2 ミュージカル「추락 -墜落-」（2024年10月17日〜10月28日）[9]

### ラジオ
- 超！A＆G「篠本綾菜のミュージック＋TV」ゲスト(2011年5月)
- 超！A＆G「ムラカミ記者のアニメ!!パンチ」ゲストパーソナリティー(2011年12月)
- 中央FM Radio City「Weekly声の架け橋」リポーター(2012年4月〜2012年12月)
- 全国コミュニティFM109局ネット「おはようサタデー」ゲスト(2017年10月21日）
- 中央FM「Hello Radio City!!」ゲスト(2017年10月25日）
- 全国コミュニティFM109局ネット「おはようサタデー」ゲスト(2018年10月6日)

### ライブ
- V.S UNION「MIXPLOSION2013-222(にゃんにゃんにゃん)-」(2013年2月)
- WISETONE presents「クリスマス・スペシャルLIVE Vol.2」(2010年12月22日)
- 「BOYS SHOWCASE!!」club asia(2014年10月29日)ニセモノ☆現実主義 SHOTAとして
- 「LiveStream K-Station」大塚Hearts(2015年1月23日)ニセモノ☆現実主義 SHOTAとして
- 「LiveStream K-Station」大塚Hearts(2015年2月14日)ニセモノ☆現実主義 SHOTAとして
- 「BOYS SHOWCASE」渋谷duo(2015年2月19日)ニセモノ☆現実主義 SHOTAとして
- 「BOYS SHOWCASE!vol.3」渋谷duo（2015年4月4日）ニセモノ☆現実主義 SHOTAとして
- 「ボーイズACT×LIVEステージ」(2015年5月6日)ニセモノ☆現実主義 SHOTAとして
- 「LiveStream K-Station」大塚Hearts(2015年6月19日)ニセモノ☆現実主義 SHOTAとして

### ハピクラコンサート
- ハピクラキャラバン「ゆめのはぴはぴパレード　昭島」(2012年6月)
- ハピクラ　キャラバン「ゆめのはぴはぴパレード」出演（2013年3月）
- 「ハッピークラッピー Dance party～step by step～」(2013年8月)
- 「ハッピー！クラッピー　スペシャルクリスマスパーティー」」出演(2013年12月)
- 「アキバ大好き！夏祭り2012夏ヤフーリアルオークション」司会(2012年8月)
- ハピクラキャラバン「ゆめのはぴはぴパレード　目黒」(2012年8月)
- 「ハッピークラッピー はぴはぴトレイン」(2014年3月)
- 「ハッピー！クラッピー Happy Dance Party ～Step up～」(2014年8月)
- 「ハピクラふれあいコンサート」(2015年2月～不定期開催)
- 「ハピクラ春のコンサート SPEED STAR～キミニアイニ～」(2015年3月)
- 「ハピクラ夏のコンサート2015 Happy Dance Party ～NewSmile～」(2015年8月)

### 東京楽笑寄席
- TACCSぷれぜんつ「第6回東京楽笑寄席～新人会～」TACCS1179 (2011年7月2日)
- TACCSぷれぜんつ「第7回東京楽笑寄席～新人会～」TACCS1179 (2012年1月22日)
- TACCSぷれぜんつ「第8回東京楽笑寄席～新人会～」TACCS1179 (2012年7月7日)
- TACCSぷれぜんつ「第10回東京楽笑寄席～新人会～」TACCS1179 (2013年7月6日)
- TACCSぷれぜんつ「第11回東京楽笑寄席～新人会～」TACCS1179 (2014年1月11日)
- TACCSぷれぜんつ「第12回東京楽笑寄席～新人会～」TACCS1179 (2014年7月5日)
- TACCSぷれぜんつ「第13回東京楽笑寄席～新人会～」TACCS1179 (2015年1月10日)
- TACCSぷれぜんつ「第14回東京楽笑寄席～新人会～」TACCS1179 (2015年7月4日)
- TACCSぷれぜんつ「第15回東京楽笑寄席～新人会～」TACCS1179 (2016年1月9日)
- TACCSぷれぜんつ「第17回東京楽笑寄席～新人会～」TACCS1179 (2017年1月14日)
- TACCSぷれぜんつ「第18回東京楽笑寄席～新人会～」TACCS1179 (2017年7月1日)

### 個人イベント
- 「ヘタレ茶話」 古民家カフェ蓮月(2018年4月1日)
- 「ヘタレ茶話〜秋のヘタレざんまい〜」 古民家カフェ蓮月(2018年11月4日)
- 「ヘタレ茶話～ヘタレ心と秋の空～」LIVE＆BAR TIME MACHINE(2019年9月8日)

### その他
- 萌えカル文化祭2012「ノンストップ・アニソンライブ」(2012年6月)